# NK TŠK 1932トポロヴァツ
NK TŠK 1932トポロヴァツは、クロアチアのシサク＝モスラヴィナ郡シサク・トポロヴァツをホームタウンとするサッカークラブである。

## 歴史
1932年3月30日にトポロヴァチュキ・シュポルツキ・クルブ (TŠK : Topolovački športski klub) として創設された。ジャージは紫色、パンツは黒色であった。
クラブ最大の成功は2001年のプルヴァHNL昇格、2001-02シーズンのフルヴァツキ・ノゴメトニ・クプ準々決勝進出である。2001-02シーズンはNKザグレブとHNKシベニクにシーズン最大得点差の0-8で敗れた。加えてNKザダルに1-7、NKマルソニア・スラヴォンスキ・ブロドにも0-5で敗れるなどシーズンを通して95失点を記録、30試合で勝ち点を14しか獲得できず、最下位でドルガHNLに降格した。フルヴァツキ・ノゴメトニ・クプは準々決勝でNKオシエクに合計スコア0-5で敗れた。
2013年にベテランチームがHNSベテラン選手権で優勝した。